# Baby You’re a Rich Man
Baby You’re a Rich Man (englisch für: Baby, Du bist ein reicher Mann) ist ein Lied der britischen Band The Beatles, das 1967 auf der B-Seite der Single All You Need Is Love veröffentlicht wurde. Komponiert wurde es von John Lennon und Paul McCartney, veröffentlicht unter der Autorenangabe Lennon/McCartney.

## Hintergrund
Baby You’re a Rich Man beruht hälftig auf den musikalischen Ideen von Paul McCartney und John Lennon, die jeweils einen Teil eines Liedes in die Komposition einbrachten. Lennons Teil hieß ursprünglich One Of The Beautiful People und wurde durch ein Happening am 29. April 1967 mit dem Titel 14-Hour Technicolour Dream inspiriert, das John Lennon besuchte. Paul McCartneys Teil war der Refrain.
Die ursprüngliche Idee war, das Lied exklusiv für den Zeichentrickfilm Yellow Submarine zu verwenden. Da aber eine B-Seite für die neue Single All You Need Is Love benötigt wurde, wurde die Idee nicht realisiert.
Der Text von Baby You’re a Rich Man ist psychedelisch und soll in Teilen an den damaligen Manager der Beatles Brian Epstein gerichtet sein.
Als George Harrison am 7. August 1967 San Franciscos Haight-Ashbury-Distrikt besuchte, spielte er auf einer akustischen Gitarre einige Teile des Liedes Baby You’re a Rich Man für die Besucher des Golden Gate Parks.

## Aufnahme

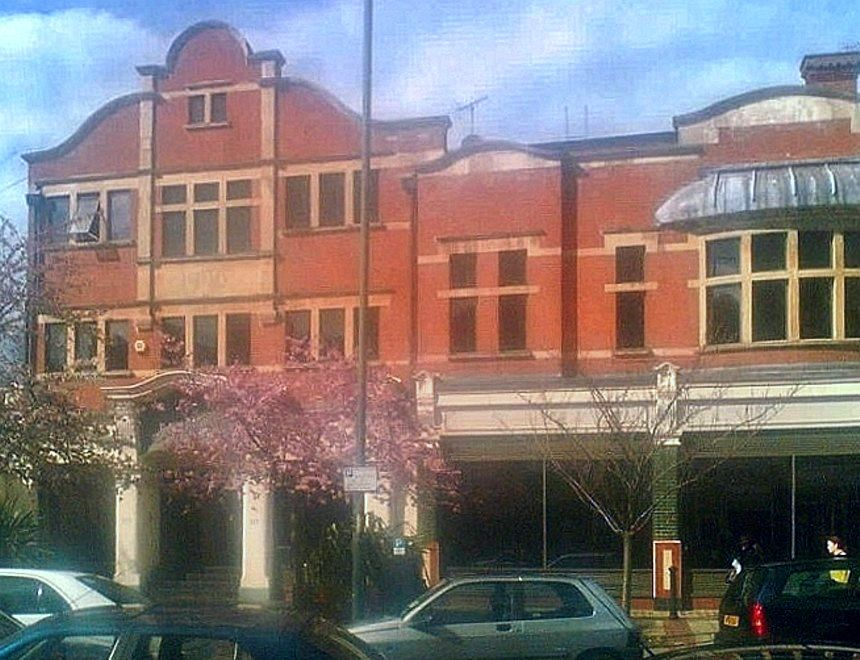
Olympic Studios in Barnes, London

Baby You’re a Rich Man wurde am 11. Mai 1967 in den Londoner Olympic Studios mit dem Produzenten George Martin eingespielt. Keith Grant, Manager des Studios, war der Toningenieur der Aufnahmen. Die Band nahm insgesamt zwölf Takes auf, wobei der zwölfte Take für die finale Version verwendet wurde. Die Aufnahmesession dauerte zwischen 21 und 3 Uhr morgens.
Die Abmischung von Baby You’re a Rich Man erfolgte am 12. Mai 1967 in Mono. Erst am 22. Oktober 1971 erfolgte eine Abmischung in Stereo. Die Stereoversion ist neun Sekunden kürzer als die Monoversion.
Besetzung:
- John Lennon: Klavier, Clavioline, Gesang
- Paul McCartney: Bass, Klavier, Hintergrundgesang
- George Harrison: Leadgitarre, Hintergrundgesang
- Ringo Starr: Schlagzeug, Tamburin, Maracas
- Eddie Kramer: Vibraphon

Auf eine der Tonbandboxen wurde der Name Mick Jagger geschrieben, in einigen Quellen wird aufgeführt, dass Jagger am Ende des Liedes im Chor mitsingt.

## Veröffentlichung
- Die Single All You Need Is Love / Baby You’re a Rich Man wurde am 7. Juli 1967 in Deutschland und in Großbritannien und am 17. Juli in den USA veröffentlicht. Baby You’re a Rich Man konnte sich separat als B-Seite in den US-amerikanischen Charts auf Platz 34 platzieren.
- Am 27. November 1967 erschien in den USA Baby You’re a Rich Man erstmals auf einer Langspielplatte, dem Kompilationsalbum Magical Mystery Tour. Das Album wurde am 16. September 1971 in Deutschland und am 19. November 1976 in Großbritannien veröffentlicht.
- Am 13. September 1999 erschien das von Peter Cobbin und seinen Assistenten Paul Hicks und Mirek Stiles neu abgemischte Soundtrackalbum Yellow Submarine Songtrack. Bei Baby You’re a Rich Man wurden der Gesang zentriert und die Instrumente separiert, das Schlagzeug ist dominanter. Es wurden für den wiederveröffentlichten Film Yellow Submarine darüber hinaus 5.1-Abmischungen angefertigt.

## Coverversionen
- Fat Boys – Baby You’re a Rich Man[1]
- Dean Brown – Here[2]
- The Session Men – Beatle Music[3]